# Новодарьино (городской округ Истра)
Новодарьино — деревня в Костровском сельском поселении Истринского района Московской области. Население — 63 чел. (2016), в деревне 2 улицы — Зелёная и Заречная. С Истрой деревня связана автобусным сообщением (автобус № 34).
Находится примерно в 12 км на юго-запад от Истры, высота над уровнем моря 182 м. Лежит на шоссе Истра — Руза, ближайшие населённые пункты: Фроловское в полукилометре к югу, за Малой Истрой и Кострово — в 1 км восточнее по шоссе. В полукилометре западнее — Новорижское шоссе.

## Население
| 1859 | 1890 | 1899 | 1926 | 2002 | 2006 | 2010 |
| ---- | ---- | ---- | ---- | ---- | ---- | ---- |
| 55   | ↗70  | ↗86  | ↗105 | ↘48  | ↘21  | ↗37  |
| 2016 |      |      |      |      |      |      |
| ↗63  |      |      |      |      |      |      |